# 毛里塔尼亚LGBT权益
女同性恋，男同性恋，双性恋和跨性别（LGBT）人群在毛里塔尼亚面临着法律问题。毛里塔尼亚将男性或女性的同性间性行为视为犯罪。与男性发生性关系的穆斯林男子面临石刑（一种钝击致死的死刑执行方式），而与女性发生性关系的妇女则面临监禁。

## 有关同性性行为的法律
毛里塔尼亚适用伊斯兰教法。
根据1983年《刑法典》第308条的非正式英文译本“任何与同性发生不自然关系的成年穆斯林男子将面临公开石刑的处罚。”:522第308条的法文正式文本为“Tout musulman majeur qui aura commis un acte impudique ou contre nature avec un individu de son sexe sera puni de peine de mort par lapidation publique（任何成年穆斯林男子与和他的性别相同的个体发生猥亵行为或违反自然的行为会被判处公开石刑惩罚。”

## 生存现状
美国国务院2011年人权报告注意到：“这一年没有关于LGBT人群的刑事起诉。没有证据表明社会暴力、社会歧视或基于性取向的系统性政府歧视。没有组织倡导性取向或性别认同的权利，但这些群体的运作没有任何法律障碍。”

## 概况
| 同性性行为合法                                       | （处罚：死刑） |
| 同意年龄平等                                         | 否             |
| 反就业歧视法律                                       | 否             |
| 提供商品和服务的反歧视法律                           | 否             |
| 在所有其他领域的反歧视法律（包括间接歧视，仇恨言论） | 否             |
| 同性婚姻                                             | 否             |
| 同性伴侣关系                                         | 否             |
| 同性伴侣收养继子女                                   | 否             |
| 同性伴侣联合收养                                     | 否             |
| 同性恋军人允许公开服役                               | 否             |
| 有权改变法律性别                                     | 否             |
| 女同性恋试管婴儿                                     | 否             |
| 男同性恋情侣商业代孕                                 | 否             |
| 男男性接触人群（MSM）允许献血                        | 否             |